# فارس عوض
فارس عوض (مواليد 30 أكتوبر 1980) هو معلق رياضي إماراتي يعمل لدى شركة الرياضة السعودية (SSC)، وسبق له وأن علق لقناة أبو ظبي الرياضية وبي إن سبورتس وإم بي سي برو سبورت. وعمل معلق في EA sports في سلسلة ألعاب فيفا النسخة العربية بداية من فيفا 18 لحتى الأن. برز في قناة أبو ظبي الرياضية كمعلق رياضي متفاعل وحماسي، ويجيد اللغة العربية الفصحى في نطقها كما أن تعليقه غني بالمفردات والقوافي والأمثال. حيث أنه يردد دائماً كلمته الشهيرة والتي أكسبته شهرةً وهي (يا ربّاه).

## الدوريات التي علق عليها
- دوري أبطال أوروبا.
- الدوري الإنجليزي الممتاز.
- الدوري الإسباني.
- الدوري الإيطالي.
- دوري أبطال آسيا.
- الدوري الإماراتي.
- الدوري السعودي للمحترفين.[8]